# Getigerter Sägeblättling
Der Getigerte Sägeblättling oder Getigerte Knäueling (Lentinus tigrinus) ist eine Pilzart aus der Familie der Stielporlingsverwandten (Polyporaceae).

## Merkmale

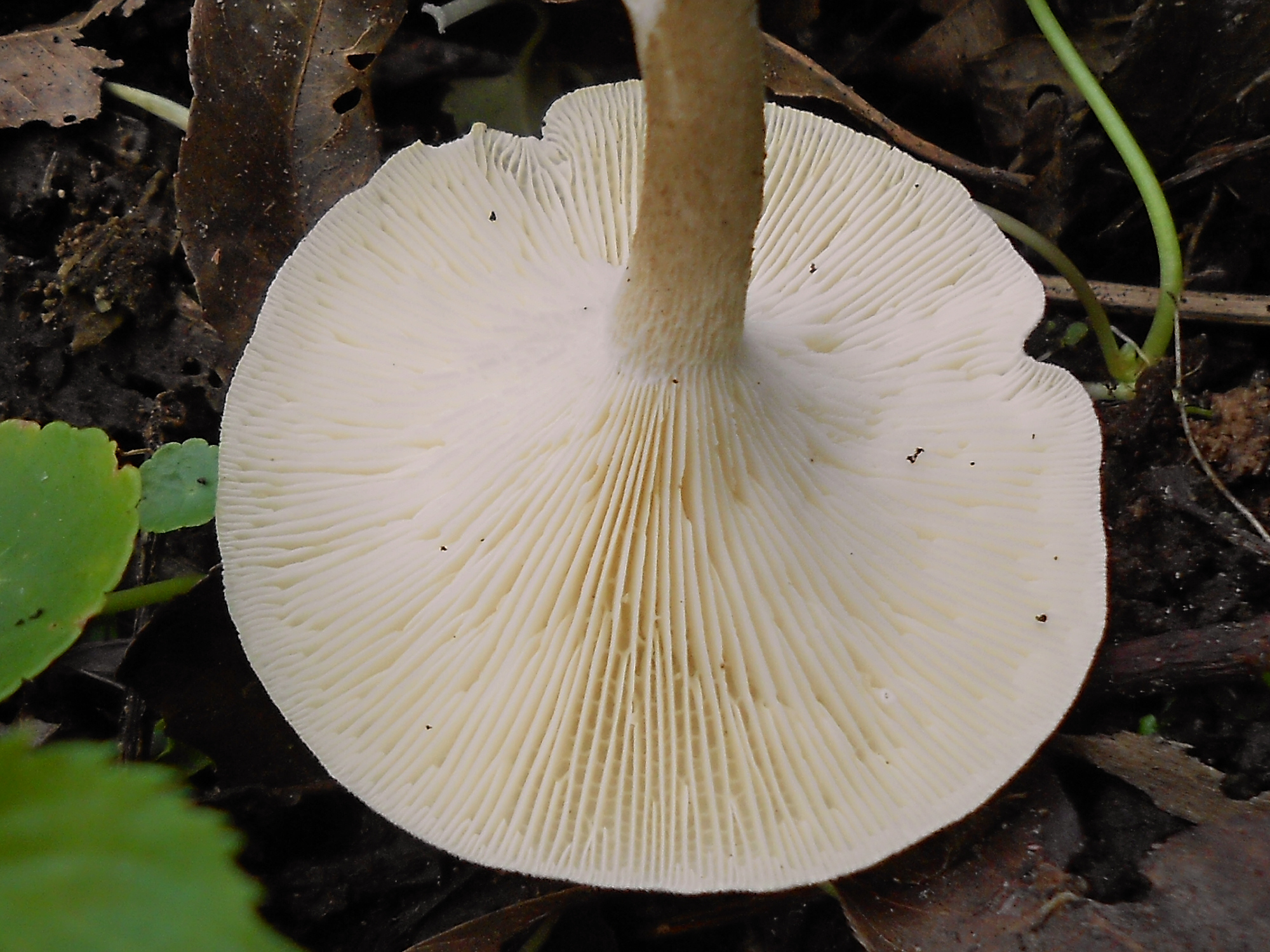
Blick auf die Hutunterseite

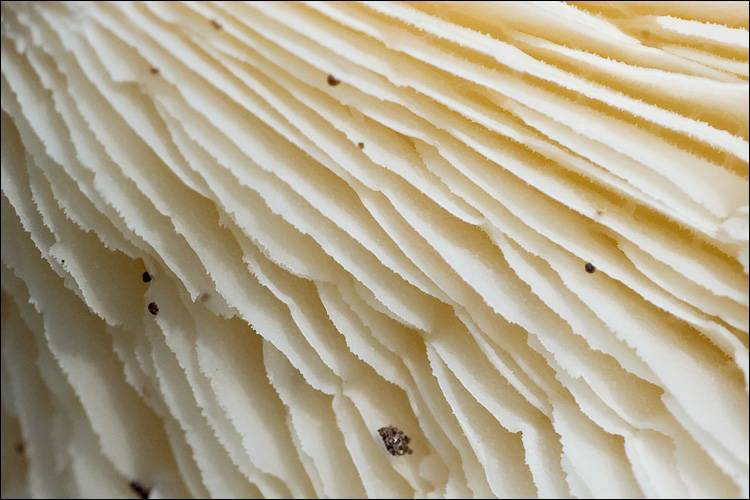
Die dünnen Lamellen des Getigerten Sägeblättlings besitzen sägeblattartig gekerbte Schneiden.

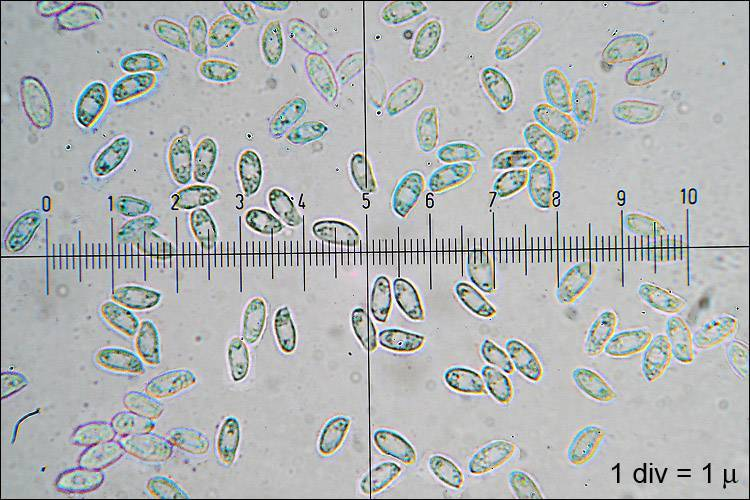
Die Sporen des Getigerten Sägeblättlings unter dem Lichtmikroskop

Der Getigerte Sägeblättling ist ein ca. 3–9 cm breiter holzbewohnender Pilz, mit einem zuerst genabeltem, später trichterförmigen Hut und einem 3–9 cm langen, 4–10 mm breiten, oft gekrümmten Stiel, der zentral bis etwas exzentrisch steht, sich nach unten verjüngt und mit einer langen "Wurzel" tief im Holz steckt. Die Hutoberseite ist bei jungen Exemplaren fast schwarz, die schwärzliche Schicht zerreißt beim Wachstum der Fruchtkörper zu angewachsenen, braun-schwärzlichen haarigen Schüppchen, die dem Pilz sein charakteristisches, getigertes Aussehen verleihen. Der Rand des Hutes ist zunächst eingerollt, später wird oft rissig. Die gedrängt stehenden, weit am Stiel herablaufenden Lamellen sind schmal und bei jungen Fruchtkörpern weiß. Sie vergilben bei älteren Exemplaren über zitronengelb nach ockerfarben. Die Schneide der Lamellen ist zunächst feinschartig und etwas gesägt, reißt beim Wachstum zuletzt fransig auf. Der Stiel ist im oberen Bereich weiß, darunter bräunlich bis schwärzlich punktiert oder feinschuppig, der Schleiergürtel ist schnell vergänglich. Die Fruchtkörper erscheinen einzeln oder büschelig. Das Fruchtfleisch ist zäh, weiß und sehr dünn.

## Ökologie
Der Getigerte Sägeblättling ist ein holzbewohnender Saprophyt, der Laubhölzer besiedelt, in Deutschland sind die wichtigsten Substrate Pappel und Weidenarten, daneben werden auch andere Laubhölzer besiedelt. Die vom Getigerten Sägeblättling besiedelten Hölzer befinden sich häufig dicht am Wasser oder liegen zum Teil im Wasser.
Der Pilz besiedelt insbesondere verschiedene Auwaldtypen, er ist Wärme liebend und kommt besonders in klimatisch begünstigten Stromtälern vor. Außerhalb der Auwälder kann der Pilz in Parkanlagen, an Wegrändern und ähnlichen Standorten gefunden werden.

## Verbreitung
Die Art ist offenbar kosmopolitisch verbreitet, in der Holarktis kommt sie in wärmeren bis gemäßigten Gegenden vor. In Deutschland ist der Getigerte Sägeblättling weit aber unregelmäßig an klimatisch günstigen Stellen verbreitet.

## Bedeutung
Der Getigerte Sägeblättling ist als Holzbewohner unbedeutend. Als Speisepilz ist er nur im sehr jungem Zustand geeignet, weil er schnell bitter und zäh wird.